# Nozze sotto il terrore
Nozze sotto il terrore (Revolutionshochzeit) è un film muto tedesco del 1928 diretto da A. W. Sandberg.